# Дожинки (фестиваль)
Дожинки (бел. Дажынкi) — ежегодный «фестиваль-ярмарка тружеников села», который проводится в Беларуси с 1996 года. На фестивале награждают лучших работников агропромышленного комплекса республики. Официальную часть обычно открывает шествие почётных гостей, делегации областей, творческих коллективов. Название фестивалю дал традиционный праздник, посвящённый завершению жатвы хлебов.
Праздник включает шествие всех участников по центральной улице города (областного или районного центра) и выход на центральную площадь. Впереди колонны несут флаг с «Золотыми колосьями» — эмблемой фестиваля. Праздник обычно продолжается два дня: в первый день — торжественная часть, награждение и выступление фольклорных коллективов; во второй — ярмарка и концерты на открытых площадках, а фольклорные коллективы разъезжаются по малым городам и сёлам.
Для проведения фестиваля ежегодно создаётся государственный план мероприятия по подготовке к фестивалю, согласно которому строятся новые и реконструируются существующие объекты и коммуникации, проводится капитальный ремонт и благоустройство городских улиц.
Основатель фестиваля: Вавилов Александр Дмитриевич.

## История
По мнению классика белорусоведения Я. Карского, первые упоминания о празднике встречаются в летописях XII века. Хотя сама традиция восходит к эпохе неолита, когда в Беларуси появилось земледелие.
«Дожинки» – древний обряд, который берёт свои корни с языческого дохристианского ритуала сбора урожая. Он сохранил свою сакральную природу и традицию урожая, которая есть у разных народов.

## Места проведения

### Республиканский формат
- 1996 год — Столин, Брестская область
- 1997 год — Мосты, Гродненская область
- 1998 год — Несвиж, Минская область
- 1999 год — отменён из-за плохого урожая
- 2000 год — Шклов, Могилёвская область
- 2001 год — Мозырь, Гомельская область
- 2002 год — Полоцк, Витебская область
- 2003 год — Пружаны, Брестская область
- 2004 год — Волковыск, Гродненская область
- 2005 год — Слуцк, Минская область
- 2006 год — Бобруйск, Могилёвская область
- 2007 год — Речица, Гомельская область
- 2008 год — Орша, Витебская область
- 2009 год — Кобрин, Брестская область
- 2010 год — Лида, Гродненская область
- 2011 год — Молодечно, Минская область
- 2012 год — Горки, Могилёвская область
- 2013 год — Жлобин, Гомельская область
- 2014 год — Городок, Витебская область

### Областной формат
Начиная с 2015 года Дожинки проводятся в одном из населённых пунктов каждой области.
С 2022 года областной фестиваль в Витебской области проходит в два этапа, сначала аграриев поздравляют с окончанием сельхозработ в сентябре, а накануне Дня работников сельского хозяйства и перерабатывающей промышленности агропромышленного комплекса проходит общий праздник-чествование (2022 год — Глубокое и Витебск, 2023 год — Шарковщина и Витебск, 2024 год — Бешенковичи и Полоцк).
| Год  | Области       | Области      | Области       | Области             | Области   | Области     |
| Год  | Брестская     | Витебская    | Гомельская    | Гродненская         | Минская   | Могилёвская |
| ---- | ------------- | ------------ | ------------- | ------------------- | --------- | ----------- |
| 2015 | Иваново       | Толочин      | Ельск         | Дятлово             | Вилейка   | Круглое     |
| 2016 | Дрогичин      | Сенно        | Буда-Кошелёво | Вороново            | Логойск   | Мстиславль  |
| 2017 | Давид-Городок | Дубровно     | Житковичи     | Свислочь            | Смолевичи | Кличев      |
| 2018 | Высокое       | Верхнедвинск | Брагин        | Ивье                | Мядель    | Могилёв     |
| 2019 | Ружаны        | Браслав      | Валавск       | Сморгонь            | Борисов   | Глуск       |
| 2020 | Дивин         | Витебск      | Мозырь        | Скидель             | Червень   | Осиповичи   |
| 2021 | Логишин       | Шумилино     | Петриков      | Скидель             | Копыль    | Могилёв     |
| 2022 | Телеханы      | Глубокое     | Добруш        | Большая Берестовица | Столбцы   | Славгород   |
| 2023 | Ганцевичи     | Шарковщина   | Октябрьский   | Зельва              | Солигорск | Хотимск     |
| 2024 | Микашевичи    | Бешенковичи  | Корма         | Мосты               | Воложин   | Климовичи   |
| 2025 | Белоозёрск    | Чашники      | Лельчицы      | Волковыск           | Заславль  | Кричев      |